# Isabel da França, Rainha da Inglaterra
Isabel da França (Paris, 1295 – Castle Rising, 22 de agosto de 1358), as vezes chamada de a Loba da França, foi a esposa do rei Eduardo II e Rainha Consorte do Reino da Inglaterra de 1308 até 1327. Era a filha mais nova e a única mulher sobrevivente do rei Filipe IV da França e sua esposa a rainha Joana I de Navarra.
Isabel chegou a Inglaterra aos doze anos de idade durante um período de conflito cada vez maior entre o rei e seus barões. Seu marido era famoso pelo enorme padronado que dava a seu favorito Piers Gaveston, Conde da Cornualha, porém a nova rainha acabou apoiando Eduardo nos primeiros anos, formando uma relação de trabalho com Gaveston e usando sua relação com a monarquia francesa para ganhar poder e autoridade. Entretanto, após o assassinato de Gaveston em 1312 nas mãos dos barões, o rei encontrou um novo favorito na forma de Hugo Despenser, o Jovem, e tentou se vingar, resultando na Guerra Despenser e um período de repressão interna. Isabel não tolerava o favorito e seu casamento com Eduardo chegou num ponto de ruptura em 1325.
Ela viajou para a França alegando estar em uma missão diplomática. Lá começou a ter um caso com Rogério Mortimer, 1.º Conde de March, e os dois concordaram em depor Eduardo e a família Despenser. Isabel retornou para a Inglaterra em 1326 com um pequeno exército mercenário. As forças do rei acabaram desertando e ela conseguiu depor o marido em janeiro do ano seguinte, tornando-se regente de seu filho Eduardo III junto com Mortimer. Muitos acreditam também que Isabel ordenou o assassinato de Eduardo II. Seu novo regime com Mortimer logo começou a ruir, parcialmente por seus enormes gastos, mas também porque a rainha conseguiu, de forma impopular, resolver duradouros problemas como as guerras contra a Escócia.
Eduardo III tomou o poder à força em 1330 e assumiu autoridade sobre o reino, executando Mortimer por traição. Isabel não foi punida e viveu por muitos anos em conforto considerável, fora da corte do filho, até morrer em 1358. Ao longo dos anos ela se tornou uma figura "mulher fatal" popular em peças de teatro e obras de literatura, geralmente representada como uma personagem linda, porém cruel e manipuladora.

## Primeiros Anos

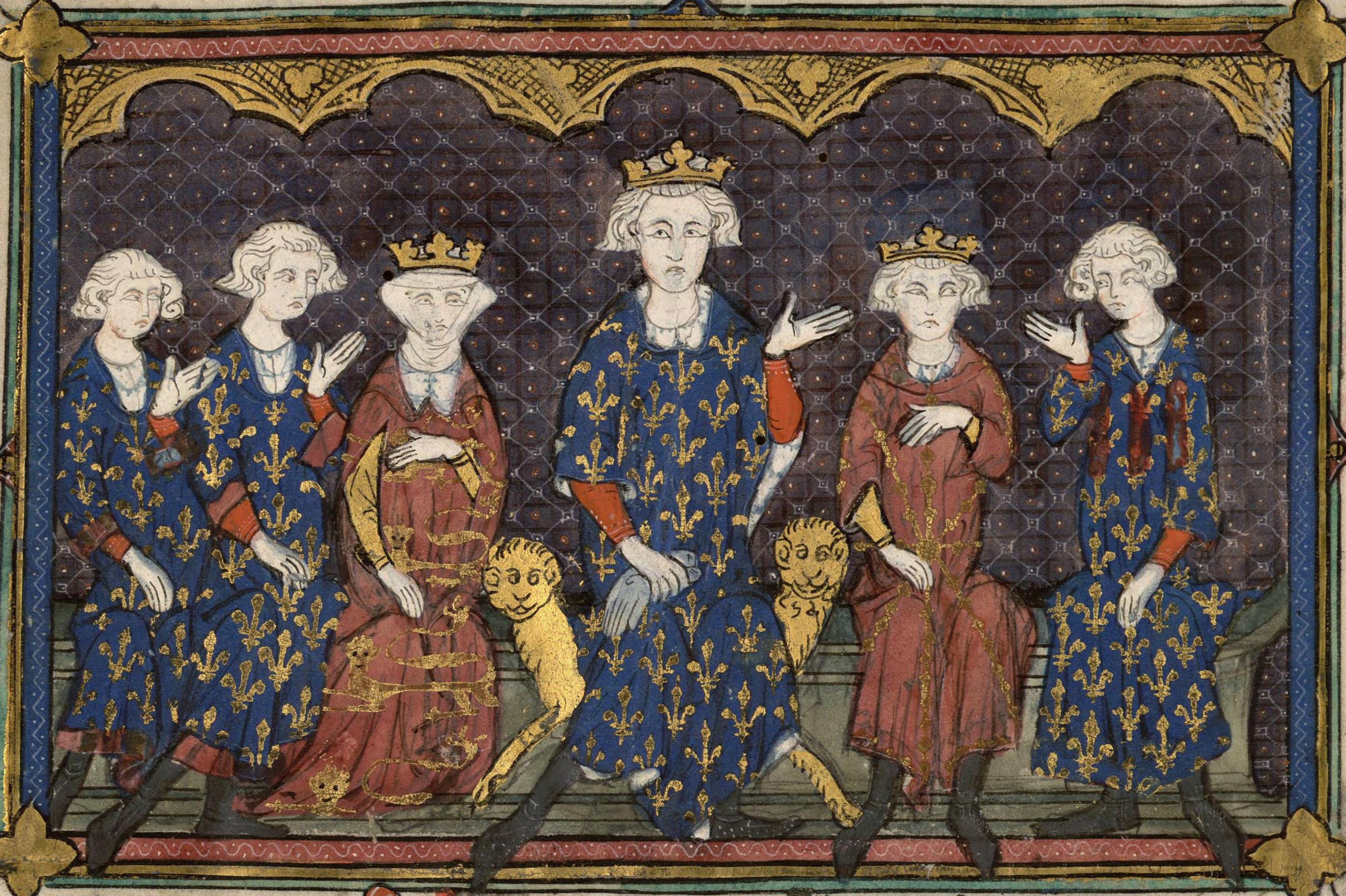
Filipe IV de França e sua família: seus filhos, Carlos IV de França e Filipe V de França, sua filha Isabel de França (esposa de Eduardo II de Inglaterra), ele próprio, seu filho mais velho e herdeiro, Luís X de França, e seu irmão, Carlos de Valois.

Isabel de França nasceu em Paris, filha de Filipe IV de França e de Joana I de Navarra, filha de Henrique I de Navarra. Nenhum registro sobrevive de seu nascimento, mas cálculos baseados na data de seu casamento a colocam entre maio e novembro de 1295. Isabel passou sua infância em torno do Castelo do Louvre e do Palácio da Cidade, em Paris. Ela foi cuidada por Théophania de Saint-Pierre, sua enfermeira e recebeu uma boa educação, desenvolvendo um amor pelos livros, que foi permanecer com ela durante toda a sua vida. Contemporâneos também comentaram sobre sua inteligência e personalidade carismática. Como seu pai, o rei Filipe IV, a beleza de Isabel foi comentada na época. Felipe IV era conhecido como "o Belo" devido à sua boa aparência, sua mãe Joana de Navarra foi descrita por contemporâneos como sendo uma mulher rechonchuda e simples.
As duas irmãs mais velhas de Isabel, Margarida e Branca, morreram na infância, assim como seu irmão mais novo, Roberto. Seus três irmãos mais velhos reinaram como reis da França e Navarra: Luís X, que morreu aos 26 anos em 1316; Filipe V, que morreu aos 30 anos no início de 1322; e Carlos IV, que morreu aos 33 anos em 1328. Os três irmãos foram os últimos reis da Dinastia Capetiana que governaram a França desde 987. Como todos eles morreram deixando filhas, mas sem filhos sobreviventes, eles foram sucedidos por seu primo Filipe VI, o primeiro dos reis Valois que governaram a França até 1589.

## Casamento

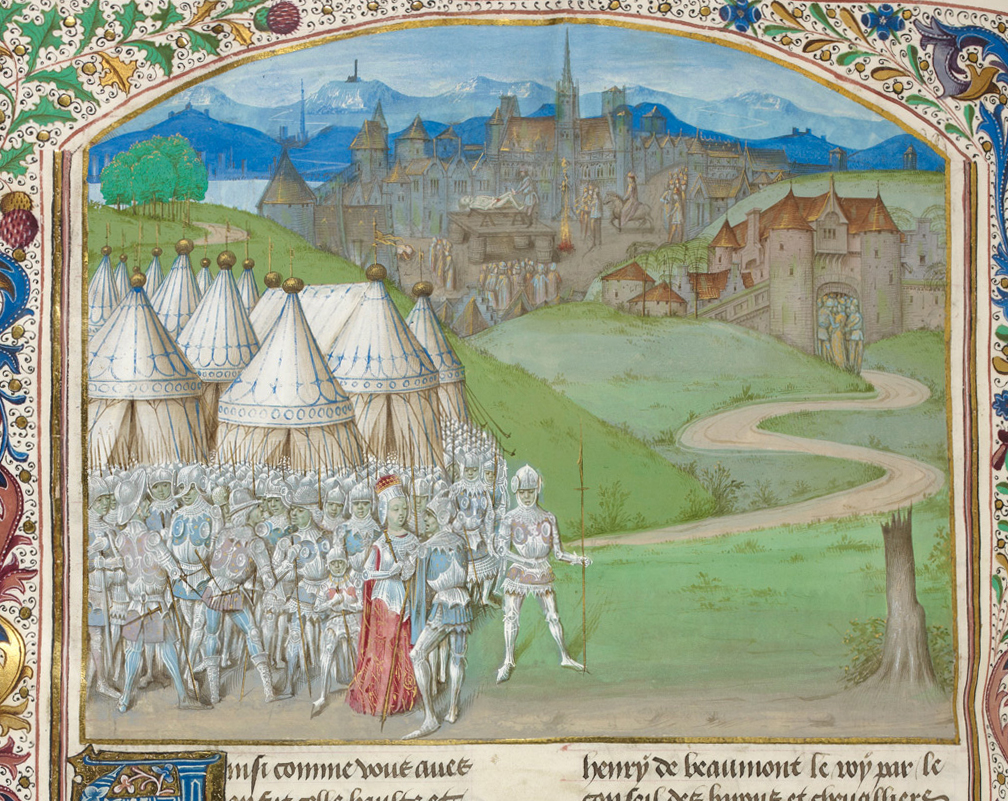
Ilustração manuscrita do século XV de Isabel da França com Roger Mortimer. O manuscrito original está agora nas coleções da Biblioteca Britânica.

Casou-se em Bolonha, no norte da França, em 25 de janeiro de 1308 com o futuro rei Eduardo II, filho de Eduardo I de Inglaterra e de Leonor de Castela. Quando ela tinha 12 anos e ele 23. Ela foi a sexta dos sete filhos de Filipe IV, rei da França de 1285 a 1314 e muitas vezes conhecido pela história como Felipe o Belo, e Joana I, que se tornou rainha do pequeno reino espanhol de Navarra por direito próprio em 1274 quando ela tinha apenas um ano de idade. Eduardo e Isabel eram primos em segundo grau, e compartilhavam ancestrais comuns em Raimundo Berengário IV da Provença e sua esposa Beatriz de Saboia. A bisavó paterna de Isabel, Margarida da Provença, rainha da França, era irmã da avó de Eduardo, Leonor da Provença. Isabel reintroduziu a linhagem do rei saxão, Haroldo II, na família real inglesa. Era neta de Isabel de Aragão, esposa de Filipe III de França.
Seu marido era um homem bonito, mas dado a formar laços românticos com uma série de favoritos masculinos. Eduardo já estava em um relacionamento com o gascão Piers Gaveston, conde da Cornualha, na época do casamento. Seu relacionamento havia sido estabelecido durante o reinado de seu pai Eduardo I "Assim que o filho do rei o viu, ele se apaixonou tanto que ele entrou em um pacto duradouro com ele." Eduardo I, que muitas vezes estava em desacordo com seu filho, estava irado com o fato de que Eduardo "Tinha uma afeição excessiva por um certo cavaleiro gascão". Diz-se que ele agarrou um punhado de cabelo de seu filho e puxou-o para fora. Ele baniu Gaveston em uma tentativa de conter o caso, mas logo após a morte de seu pai, Eduardo reatou com seu amante, dando-lhe o Condado da Cornualha e casando-o com sua sobrinha, Margarida de Clare, filha da irmã de Eduardo, Joana de Acre. Gaveston era arrogante, com uma personalidade "imprudente e teimosa" que Eduardo claramente achou atraente.
Definindo o tom para o futuro, Eduardo preferiu sentar-se com seu favorito em vez de Isabel em sua celebração de casamento, o que causou grave ofensa para seus tios Luís, Conde de Évreux, e Carlos, Conde de Valois. Para piorar a situação, Eduardo deu as jóias de Isabel para Gaveston, que ele usava publicamente. Tapeçarias foram feitas para a coroação do novo rei e rainha em fevereiro de 1308 que exibiram as armas do rei e de Gaveston. Apesar de seu marido ser homossexual, isso não impediu o nascimento de quatro filhos do casal. Isabel e Eduardo II aparentemente tiveram um casamento bem sucedido e mutuamente afetuoso até o início da década de 1320.

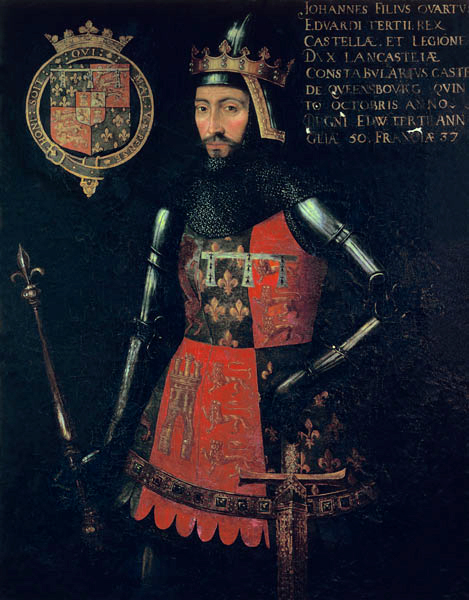
João de Gante, Duque de Lencastre neto de Isabel, seus descendentes formaram a Casa de Lencastre, a facção da rosa vermelha na Guerra das Rosas.

O filho de Isabel, Eduardo III da Inglaterra, reivindicou o trono da França na década de 1330 como o único neto sobrevivente de Filipe IV, e começou o que muito mais tarde ficou conhecido como a Guerra dos Cem Anos. 

### Descendência
- Eduardo III ( 13 de novembro de 1312 – 21 de junho de 1377) sucessor do pai como rei, foi marido de Filipa de Hainault, pai entre vários filhos de João de Gante, fundador da Dinastia de Lencastre, e de Edmundo de Langley, fundador da Casa de Iorque;
- João de Eltham, Conde da Cornualha (15 de agosto de 1316 - 13 de setembro de 1336) foi duque da Cornualha, e por um tempo, herdeiro do trono. Não teve descendência;
- Leonor de Woodstock (18 de junho de 1318 - 22 de abril de 1355) foi condessa de Gueldres como esposa de Reginaldo II de Gueldres, com quem teve filhos;
- Joana de Inglaterra (5 de julho de 1321 — 7 de setembro de 1362) foi rainha da Escócia como esposa de David II. Não teve filhos.

## Rainha
Ela e Eduardo II foram coroados rei e rainha da Inglaterra na Abadia de Westminster em 25 de fevereiro de 1308, exatamente um mês após seu casamento. Isabel era muito jovem para desempenhar qualquer papel na política inglesa por alguns anos, e também muito jovem para ser a esposa de Eduardo em mais do que apenas o nome.
A oposição ao altamente impopular Gaveston, que abertamente zombou e tinha alienado muitos, começou a construir e foi defendido por Thomas Plantageneta de Lancastre, o primo do tio de Eduardo e Isabel do lado de sua mãe. Filipe IV, a quem Isabel escreveu sobre seus maus-tratos, informou seu pai que "Eu sou a mais miserável das esposas", e que Eduardo era "Um estranho inteiro na minha cama", simpatizava com a situação de sua filha e forneceu ajuda. Isso resultou em Gaveston sendo exilado para a Irlanda por um período, mas acabou retornando para a Inglaterra. Eduardo liderou uma campanha desastrosa contra os escoceses em 1311, durante a qual Isabel escapou da captura. Os barões revoltaram-se contra Eduardo, assinando as Ordenanças de 1311, que prometiam ação contra Gaveston, o resultado foi uma guerra civil. Gaveston foi capturado no Castelo Scarborough, e executado por Guy de Beauchamp e Thomas de Lancastre.
As tensões na corte contra o rei e seu governo ineficaz e os favoritos masculinos continuaram a crescer. O rei escocês, Roberto, o Bruce, começou a recuperar o reino da Escócia. Eduardo liderou uma nova campanha na Escócia em 1314, que resultou na derrota na Batalha de Bannockburn, o encontro foi uma das derrotas mais retumbantes da história inglesa. O rei da Inglaterra foi forçado a um voo humilhante de volta para a Inglaterra com os escoceses em seus calcanhares. Eduardo foi afastado do Castelo de Stirling e fugiu rapidamente para Dunbar, de onde conseguiu obter um barco de volta para a Inglaterra. Hugo de Despenser, o Jovem, tornou-se um dos favoritos de seu marido e fez inimigos de seu rival, o Rogério Mortimer, 1.º Conde de March. Lencastre, que se opunha amargamente aos Despenser, enviou tropas para Londres e exigiu seu exílio. Eduardo foi forçado a obedecer. Mas vingou-se quando os Despencer voltaram e contra a oposição, ele forçou a rendição dos Mortimers, Lancaster foi capturado e executado após a Batalha de Boroughbridge.
Acompanhado por Isabel, Eduardo liderou um novo exército ao norte contra os escoceses, sofrendo uma derrota inglória na Batalha de Byland Moor, em Yorkshire. O rei enviou sua esposa para o Priorado de Tynemouth, na costa do nordeste da Inglaterra, em seguida, cavalgou para o sul, para recrutar. Com o exército escocês continuando a seguir para o sul, Isabel, que estava grávida de três meses na época, expressou preocupação com sua segurança e pediu a ajuda de seu marido. Eduardo continuou a recuar para o sul com os Despenser, deixando Isabel em uma posição precária, sendo cortada do sul pelo exército escocês. Isabel escapou usando um grupo de escudeiros de sua comitiva para segurar os escoceses enquanto alguns de seus cavaleiros comandavam um barco, a luta continuou enquanto Isabel se retirava para o navio, duas de suas damas de companhia foram mortas. A rainha, furiosa, dirigiu-se para a segurança de Iorque. Seus sentimentos por Eduardo endureceram a partir deste ponto, no final de 1322, Isabel deixou a corte em uma peregrinação de dez meses pela Inglaterra. As tensões cresceram quando ela se recusou a fazer um juramento de lealdade aos Despensers. Eduardo retaliou confiscando suas terras e seus filhos mais novos foram tirados dela e colocados sob a custódia dos Despenser.

### Atuação política

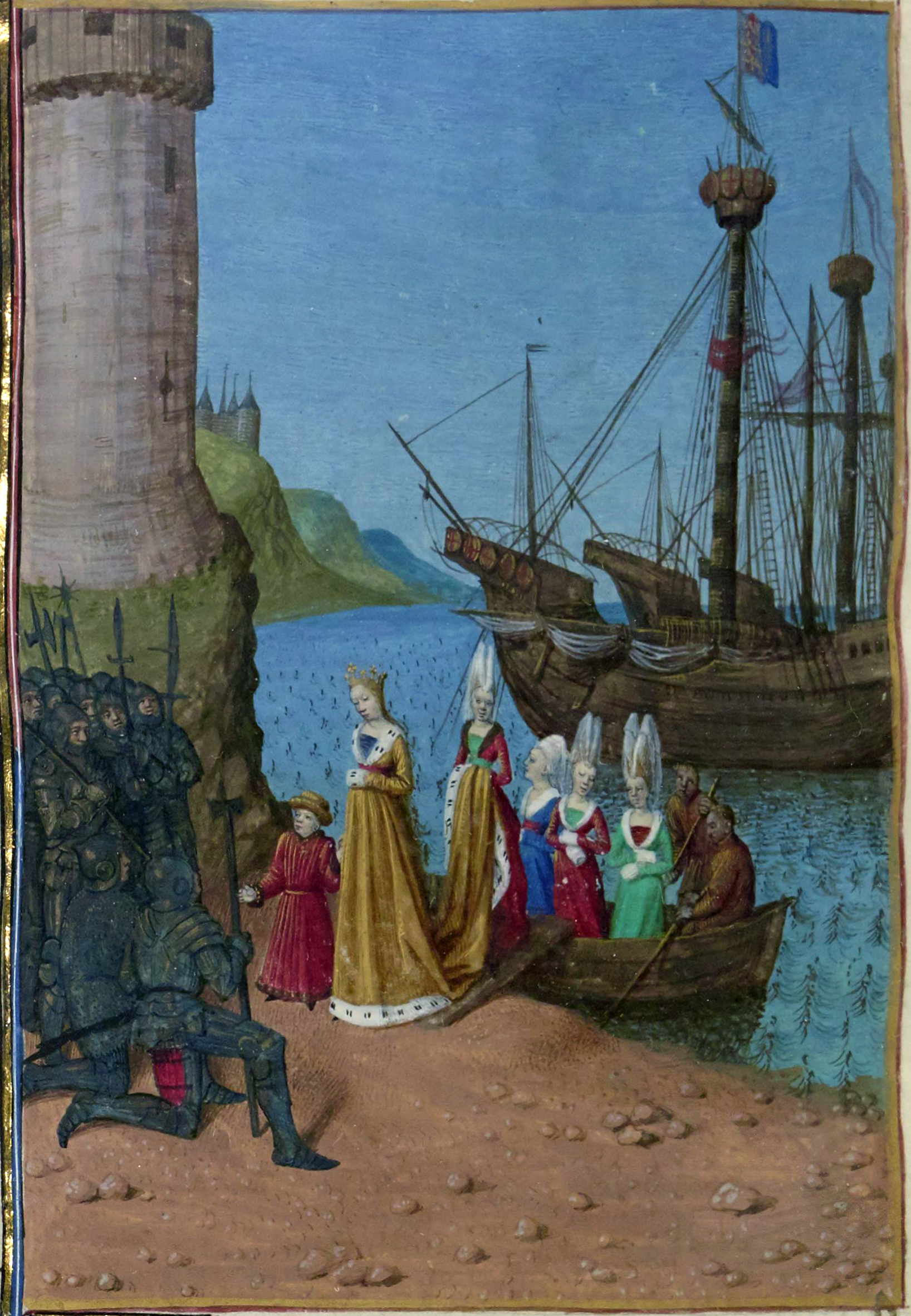
Volta de Isabel de França à Inglaterra. Grandes Crônicas da França, por Jean Fouquet.

Em 1325, Isabel decidiu tomar uma atitude na complicada política inglesa, então dominada pelo conflito entre o rei e os seus aliados. os Despenser. com o resto da nobreza. O país vivia em semi-anarquia há alguns anos e o poder dos Despenser já tinha causado execuções e exílios.
A rainha profundamente insultada foi enviada em uma missão no exterior para homenagear seu irmão, Carlos IV, Rei da França pelas possessões francesas da Inglaterra, junto com seu filho mais velho, Eduardo. Lá, ela conspirou contra seu marido agora desprezado e tomou Rogério Mortimer, Conde de Março, que havia escapado da Torre de Londres, como seu amante. Seu irmão, Carlos IV, se recusou a dar ajuda militar e ficou ofendido que sua irmã e Mortimer estavam abertos sobre seu caso adúltero. A ajuda foi obtida do conde Guilherme de Hainault e o príncipe Eduardo foi prometido à filha do conde, Filipa de Hainault. Eles voltaram para a Inglaterra com um exército, desembarcando em Orwell, na costa leste, eles se juntaram a muitos nobres descontentes, incluindo Thomas, Conde de Norfolk e Henrique de Lancaster. Eduardo fugiu de Londres, Isabel e Mortimer sitiaram Bristol, que estava sendo mantida para o rei por Hugo de Despenser, o Velho. Quando a cidade caiu, Isabel recuperou suas filhas Leonor e Joana, Despenser, o Velho foi executado por seus inimigos lancastrianos, seu corpo foi cortado em pedaços e alimentado aos cães locais. Uma enorme multidão se reuniu para ver Hugo Despenser, o Jovem, morrer. Eles o arrastaram de seu cavalo, o despiram e rabiscaram versos bíblicos contra a corrupção e arrogância em sua pele. Ele foi então arrastado para a cidade, e condenado a ser enforcado, arrastado e esquartejado. Eduardo II foi capturado e forçado a abdicar. Uma vez que Eduardo III tinha apenas 14 anos, Isabel foi nomeada regente em conjunção com Roger Mortimer.
Eduardo foi preso primeiramente em Kenilworth e depois removido para o Castelo de Berkeley, em Gloucestershire, em janeiro de 1327, Tomás de Berkeley e Sir John Maltravers foram nomeados custódios do ex-rei. Ele foi colocado em um calabouço, no qual foi jogado sujeira e animais podres, na esperança de que ele iria contrair alguma forma de doença e morrer, removendo assim de seus captores a responsabilidade por seu assassinato. Eduardo, um homem extremamente apto, continuou a sobreviver obstinadamente a este tratamento. A morte natural do marido, em setembro de 1327, no Castelo de Berkeley, permitiu-lhe exercer a regência de fato com Mortimer. Segundo uma crónica atribuída por alguns autores a Thomas de la Moore e por outros a Geoffrey le Baker, o rei terá sido assassinado a mando da rainha e de Mortimer, de uma maneira particularmente cruel: no meio da noite, sua cela foi invadida por homens que o amarraram sobre uma mesa. Seus intestinos foram perfurados por vara de ferro incandescente, introduzida em seu ânus através de um chifre de boi, para, assim, não restarem marcas externas do suplício. Em 1330, seu filho Eduardo III tomou o poder, mandou executar Mortimer por regicídio e encerrou a mãe no castelo de Norfolk no norte do país, onde ela morreu em 1358 ainda exilada.
Foi personagem política da maior importância no século XIV, não só pela sua iniciativa em vida, mas também pela ligação à coroa de França. Morto o pai, três dos seus irmãos foram reis de França mas nenhum conseguiu assegurar a continuidade da dinastia Capeto. Em 1328, seu primo afastado Filipe VI de França tornou-se no primeiro rei da dinastia de Valois. Eduardo III, no entanto, considerou que suas próprias pretensões à coroa francesa eram de valor superior, por via de sua mãe Isabel. Em 1337 declarou guerra ao rei de França e iniciou a Guerra dos Cem Anos.

## Na cultura popular

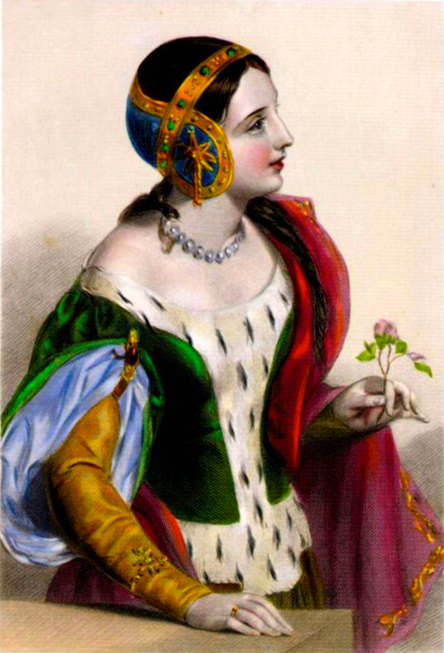
Representação de Isabel da França no livro Biographical Sketches of the Queens of England, from the Norman Conquest to the Reign of Victoria or Royal Book of Beauty, de Mary Howitt.

### Filmes
- Isabel de França foi interpretada por Sophie Marceau no filme Braveheart de Mel Gibson, sobre a revolta escocesa liderada por William Wallace. Visto que Isabel só se tornou parte da família real inglesa em 1308, três anos depois de Wallace ter sido executado, a sua presença nesta história é um anacronismo.
- Em Edward II de 1991, filme baseado na peça de mesmo nome, a rainha é interpretada por Tilda Swinton.

### Livros
- Por outro lado, muitos livros foram escritos sobre sua vida, inclusive a famosa série de «Os Reis Malditos», de Maurice Druon, pois um dos volumes se intitula justamente «A Loba da França».
- A rainha também aparece no livro World Without End do autor galês Ken Follett, e foi interpretada pela atriz Aure Atika na série baseada no livro de mesmo nome.

### Peças de teatro
- Isabel é protagonista na peça Edward II do escritor do século XVI, Christopher Marlowe, durante o Período elisabetano.

### Televisão
- Foi representada na série Knightfall como princesa Isabella, pelas atrizes Sabrina Bartlett (1°temporada) e Genevieve Gaunt (2° temporada).

## Últimos anos
A rainha inglesa morreu no Castelo de Hertford em 22 de agosto de 1358, com 62 ou 63 anos, e foi enterrada em 27 de novembro na igreja Greyfriars, em Londres. Sua tia Margarida da França, segunda rainha de Eduardo I, também foi enterrada aqui, e assim, quatro anos depois, foi a filha de Isabel, Joana da Torre, rainha da Escócia. Roger Mortimer no entanto, não era: o conto muitas vezes repetido que Isabel escolheu para mentir para a eternidade ao lado de seu amante há muito tempo morto, mas nunca esquecido é um mito romântico.
A rainha foi enterrada com as roupas que ela havia usado em seu casamento com Eduardo II 50 anos antes e, de acordo com uma tradição bastante posterior, com seu coração em seu peito. Infelizmente, a igreja Greyfriars foi destruída no Grande Incêndio de Londres em 1666, reconstruída e destruída novamente por bombas na Segunda Guerra Mundial, e o lugar de descanso final de Isabel estava enterrada foi portanto perdido.